# 文珠村
文珠村（もんじゅむら）は福島県田村郡にかつて存在した村である。

## 地理
現在の田村市、旧船引町の西部に位置する。
村域は阿武隈高地に位置し、山がちな地形である。

## 歴史

### 村域の変遷
- 1889年（明治22年）4月1日 - 町村制施行により、春山村・粠田村・石森村が合併し田村郡文珠村が発足。
- 1955年（昭和30年）4月1日 - 船引町・美山村・瀬川村・移村・芦沢村と七郷村の一部（堀越・遠山沢・永谷・椚山・角沢）と合併し船引町が発足。文珠村は消滅。

変遷表
| 1868年 以前 | 1868年 以前 | 明治22年 4月1日 | 昭和30年 4月1日 | 平成17年 3月1日 | 現在   |
| ----------- | ----------- | --------------- | --------------- | --------------- | ------ |
|             | 春山村      | 文珠村          | 船引町          | 田村市          | 田村市 |
|             | 粠田村      | 文珠村          | 船引町          | 田村市          | 田村市 |
|             | 石森村      | 文珠村          | 船引町          | 田村市          | 田村市 |

## 大字
- 春山（はるやま）
- 粠田（つくもだ）
- 石森（いしもり）

## 人口・世帯

### 人口
総数 [単位： 人]
| 1889年（明治22年） | 1,926 |
| 1920年（大正 9年） | 2,152 |
| 1935年（昭和10年） | 2,452 |
| 1947年（昭和22年） | 2,826 |

### 世帯
総数 [単位： 世帯]
| 1920年（大正 9年） | 428 |
| 1935年（昭和10年） | 356 |
| 1947年（昭和22年） | 444 |